# Антериу

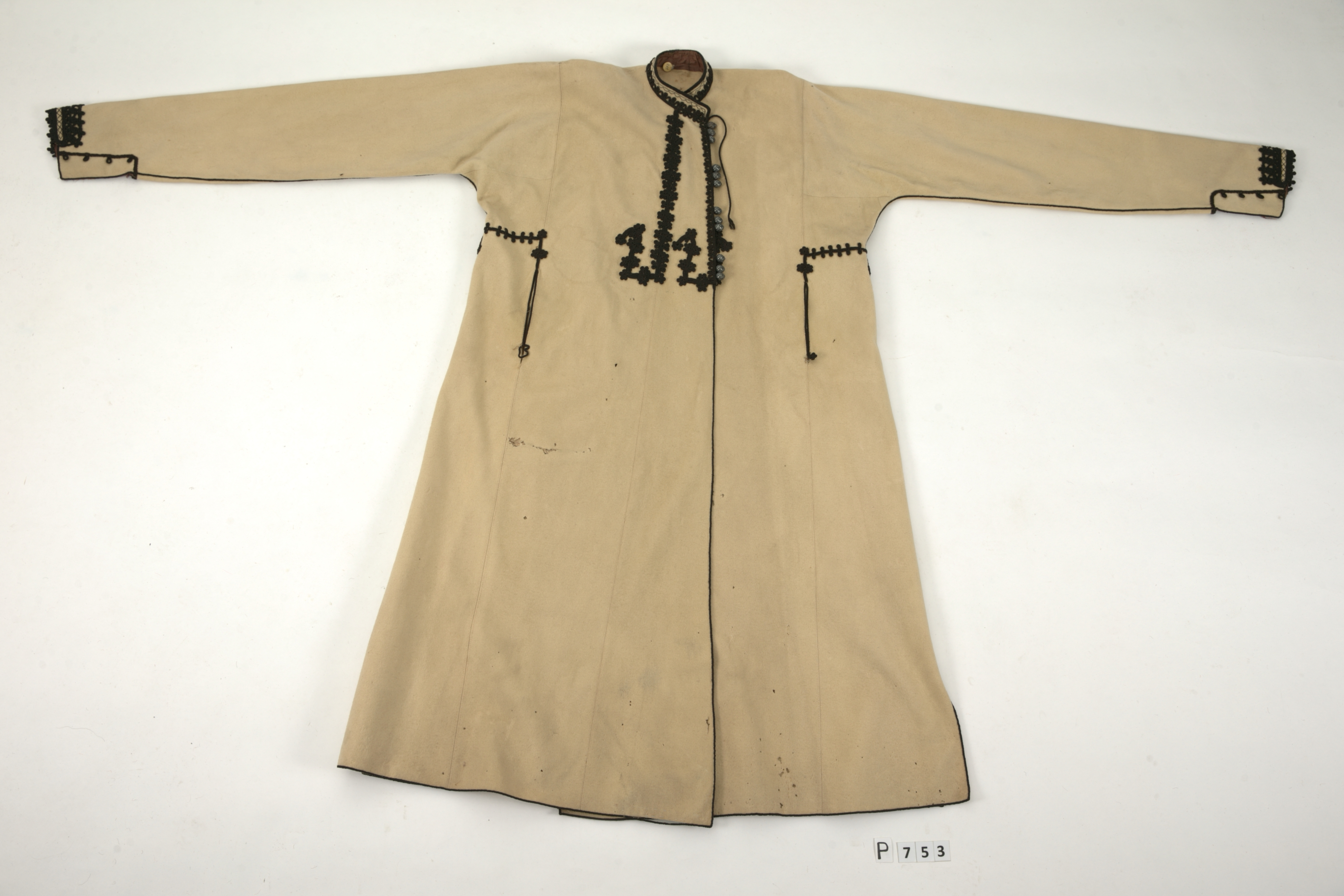
Моканский антереу (antereu mocănesc), 1832.

Антери́у (рум. anteriu; вариант: антере́у, рум. antereu, уст. антере́й) — кафтан, длиннополая верхняя одежда восточного происхождения, имел давнее применение в придворном костюме на территории румынских княжеств. Надевался поверх рубахи и подпоясывался кушаком, поверх надевали другую одежду — джубя́ или зэбун. Антериу носили как мужчины, так и женщины, и шили из тканей восточного происхождения. В Румынии антериу был также элементом костюма лэутаров.

## Этимология
Румынское слово anteriu происходит от тур. anteri — одежда с рукавами, которую восточные народы носят под верхней одеждой.

## История
В Румынии антериу был праздничной одеждой бояр, затем распространился среди крестьян; позднее это слово стало использоваться для обозначения рясы. Антериу и зэбун составляли традиционный костюм лэутаров.
Крой крестьянского антериу был похож на прямой пальтовый. Его изготавливали также набивным и стёганым, как одеяло. Обычно антериу был белого цвета и украшался чёрным галуном.
Термин антериу использовался как обозначение одежды, носимой как крестьянами, так и горожанами начиная с XVIII века. Он был распространён в Молдове, Мунтении, Добрудже и Олтении. В 1763 году упоминаются солдатские антериу.

## Распространение
Подобные одежды входят в традиционный костюм балканских народов. Турецкое название встречается во многих языках Юго-Восточной Европы: серб. антèриja и хорв. anterija (короткая одежда с рукавами, носимая под другой), болг. антерѝя (верхняя мужская или женская одежда с рукавами). Албанский (алб. anderi) и арумынские формы (арум. antiriu, andiri) считаются заимствованиями из новогреческого (греч. ἀντερί).